# Eszeweria omszona
Eszeweria omszona (Echeveria setosa) – gatunek roślin z  rodziny gruboszowatych, rodzimy na półpustynnych terenach Meksyku i powszechny w Puebla.

## Opis
Eszeweria omszona to wiecznie zielony sukulent, który rośnie do 4 cm wysokości i 30 cm szerokości, ze sferycznymi rozetami mięsistych liści w kształcie łyżki pokrytych białymi włoskami. Wiosną ma długie do 30 cm łodygi czerwonych kwiatów z żółtymi końcówkami.

## Taksonomia
- Echeveria setosa var. ciliata (Moran) Moran 1993
- Echeveria setosa var. deminuta J. Meyran 1989
- Echeveria setosa var. minor Moran 1993
- Echeveria setosa var. oteroi Moran 1993
- Echeveria setosa var. setosa[5]

## Uprawa
Eszeweria omszona uprawiana jest jako roślina ozdobna. Uprawia się ją na zewnątrz w klimatach podzwrotnikowych, takich jak południowa Kalifornia. Ponieważ wymaga minimalnej temperatury 7 °C, musi być uprawiana pod szkłem z ogrzewaniem w chłodniejszych regionach umiarkowanych. Może być umieszczona na zewnątrz w miesiącach letnich. Uzyskała nagrodę Garden Merit od Royal Horticultural Society.